# 偰松雄
偰 松雄（ソル・ソンウン、朝鮮語: 설송웅、1942年4月7日 - 2024年8月15日）は、韓国の政治家、元学生運動家。第16代韓国国会議員、元龍山区庁長。本貫は慶州偰氏。キリスト教徒。

## 経歴
満洲国に生まれた。ソウル中東高校54回卒、東国大学校政外科1年、ソウル大学校行政大学院修了。
1960年の4・19革命当時は高校在学で、18歳でありながら大統領の李承晩と直接に会い、下野を要求した6人の市民代表の1人であった。偰は当時、清渓川水標教会での集会に参加した後デモを行ったが、戒厳軍に捕まられた。昌徳宮の戒厳司本部司令部に連れられた後、戒厳司令官の宋堯讃の案内により李承晩と約10分間会い、「国民の意思」と言い李に下野を直訴した。朴正煕大統領時代には大統領府警護室の警護員を務めた。他には4・19慰霊塔建設推進委員会学生委員長、韓民族思想研究会会長、ジェウ交易株式会社（アディダス）副会長、社団法人4・19会長を歴任した。
1988年の第13代総選挙で新民主共和党の候補としてソウル龍山選挙区から出馬したが落選。1992年の第14代総選挙で民主党候補として出馬したが、やはり民主自由党の候補に押され落選した。1995年に民主党の候補として第1回全国同時地方選挙で龍山区庁長に当選した後、1996年に離党し、1997年にハンナラ党に入党した。龍山区庁長を1期務めた後、2000年に新たに成立した新千年民主党に参加し、同年の第16代総選挙で新千年民主党の公認でソウル龍山選挙区から国会議員に当選した。当選後は新千年民主党龍山地区党委員長、国会建設交通委員会幹事、新千年民主党総裁特別補佐官を歴任したが、2002年の大統領選挙の前に同党の盧武鉉候補を批判した。一方、2003年に開かれたウリ党の成立した際にはまたウリ党に参加し、2012年にセヌリ党に入党し、2017年には国民の党に合流した後、2018年に離党した。政界入り後は頻繁に党籍を変えたから、「芯がない」との評価もある。
2024年8月15日に死去。享年82。

## 親族
メディアによく出演する歴史講師のソル・ミンソクは息子。

## 賞勲
大韓民国建国褒章受章者。